# 국제수학올림피아드

국제수학올림피아드(영어: International Mathematical Olympiad, IMO)는 대학 교육을 받지 않은 만 20세 미만(19세 이하)의 청소년들을 대상으로 매년 열리는 국제수학경시대회이다. 2000년에는 대한민국 대전광역시에서 열리기도 하였다.
국제수학올림피아드의 시작은 공산권 국가들의 주축이 되어서 시작되었다. 첫 대회는 1959년 루마니아에서 7개국이 참가함으로 개최되었고, 그 후 1980년을 제외하고는 매년 열렸다. 현재는 대략 100여 개 국가가 참가하고, 각 국가에서는 최대 6명의 학생을 보낸다. 참가자는 대학 교육을 받은 적이 없는 20세 미만의 청소년이어야 한다. 1명이 여러 해에 걸쳐서 여러 번 참가할 수 있다.
우수한 참가자에게는 성적에 따라 금메달, 은메달, 동메달이 주어진다. 이외에도 명예상이 있는데, 명예상은 메달 미수상자가 전체 6문제 중 한 문제를 정확히 풀어서 해당 문제에서 7점을 획득할 경우 수상할 수 있다.
총 6문제가 출제되고, 각 문제의 배점은 7점으로 42점이 만점이다. 이틀에 걸쳐서 첫 날 3문제, 다음 날 3문제를 각각 4시간 30분 안에 풀어야 한다. 관례적으로 각 날의 1번 문제(1번 문제와 4번 문제)가 가장 쉽고, 3번 문제(3번 문제와 6번 문제)가 가장 어렵게 출제된다. 문제는 개최국 이외의 참가국에서 제안한 문제 중에서 문제 선정 위원회에서 선정하고, 그것을 각 나라의 언어로 번역하게 된다.

## 대한민국의 성적
대한민국은 국제수학올림피아드에서 항상 우수한 성적을 거두고 있다. 특히, 2012년 아르헨티나 마르델플라타에서 7월 4일 열린 제53회 국제수학올림피아드에서는 가장 난이도가 높았음에도 불구하고, 대표 학생 6명이 모두 금메달을 수상했다. 그 결과, 종합 점수 209점으로 세계 1위를 차지했다. 종합 점수가 200점이 넘은 나라는 대한민국 외에는 없었다.

## 역대 개최국
| 회 | 개최국         | 개최 도시                                 | 날짜             | 웹사이트                         |
| -- | -------------- | ----------------------------------------- | ---------------- | -------------------------------- |
| 1  | 루마니아       | 브라쇼브(Braşov), 부쿠레슈티(Bucharest)   | 1959.7.23 - 7.31 |                                  |
| 2  | 루마니아       | 시나이아(Sinaia)                          | 1960.7.18 - 7.25 |                                  |
| 3  | 헝가리         | 베스프렘(Veszprém)                        | 1961.7.6 - 7.16  |                                  |
| 4  | 체코슬로바키아 | 체스케부데요비체(České Budějovice)        | 1962.7.7 - 7.15  |                                  |
| 5  | 폴란드         | 바르샤바(Warsaw), 브로츠와프(Wrocław)     | 1963.7.5 - 7.13  |                                  |
| 6  | 소비에트 연방  | 모스크바(Moscow)                          | 1964.6.30 - 7.10 |                                  |
| 7  | 동독           | 베를린(Berlin)                            | 1965.7.3 - 7.13  |                                  |
| 8  | 불가리아       | 소피아(Sofia)                             | 1966.7.3 - 7.13  |                                  |
| 9  | 유고슬라비아   | 체티녜(Cetinje)                           | 1967.7.2 - 7.13  |                                  |
| 10 | 소비에트 연방  | 모스크바(Moscow)                          | 1968.7.5 - 7.18  |                                  |
| 11 | 루마니아       | 부쿠레슈티(Bucharest)                     | 1969.7.5 - 7.20  |                                  |
| 12 | 헝가리         | 케스트헤이(Keszthely)                     | 1970.7.8 - 7.22  |                                  |
| 13 | 체코슬로바키아 | 질리나(Žilina)                            | 1971.7.10 - 7.21 |                                  |
| 14 | 폴란드         | 토룬(Toruń)                               | 1972.7.5 - 7.17  |                                  |
| 15 | 소비에트 연방  | 모스크바(Moscow)                          | 1973.7.5 - 7.16  |                                  |
| 16 | 동독           | 에르푸르트(Erfurt), 동베를린(East Berlin) | 1974.7.4 - 7.17  |                                  |
| 17 | 불가리아       | 부르가스(Burgas), 소피아(Sofia)           | 1975.7.3 - 7.16  |                                  |
| 18 | 오스트리아     | 린츠(Lienz)                               | 1976.7.7 - 7.21  |                                  |
| 19 | 유고슬라비아   | 베오그라드(Belgrade)                      | 1977.7.1 - 7.13  |                                  |
| 20 | 루마니아       | 부쿠레슈티(Bucharest)                     | 1978.7.3 - 7.10  |                                  |
| 21 | 영국           | 런던(London)                              | 1979.6.30 - 7.9  |                                  |
| 22 | 미국           | 워싱턴(Washington, D.C.)                  | 1981.7.8 - 7.20  |                                  |
| 23 | 헝가리         | 부다페스트(Budapest)                      | 1982.7.5 - 7.14  |                                  |
| 24 | 프랑스         | 파리(Paris)                               | 1983.7.1 - 7.12  |                                  |
| 25 | 체코슬로바키아 | 프라하(Prague)                            | 1984.6.29 - 7.10 |                                  |
| 26 | 핀란드         | 조우차(Joutsa)                            | 1985.6.29 - 7.11 |                                  |
| 27 | 폴란드         | 바르샤바(Warsaw)                          | 1986.7.4 - 7.15  |                                  |
| 28 | 쿠바           | 아바나(Havana)                            | 1987.7.5 - 7.16  |                                  |
| 29 | 오스트레일리아 | 시드니(Sydney), 캔버라(Canberra)          | 1988.7.9 - 7.21  |                                  |
| 30 | 서독           | 브라운슈바이크(Braunschweig)              | 1989.7.13 - 7.24 |                                  |
| 31 | 중국           | 베이징(Beijing)                           | 1990.7.8 - 7.19  |                                  |
| 32 | 스웨덴         | 시그투나(Sigtuna)                         | 1991.7.12 - 7.23 |                                  |
| 33 | 러시아         | 모스크바(Moscow)                          | 1992.7.10 - 7.21 |                                  |
| 34 | 터키           | 이스탄불(Istanbul)                        | 1993.7.13 - 7.24 |                                  |
| 35 | 홍콩           | 홍콩(Hong Kong)                           | 1994.7.8 - 7.20  |                                  |
| 36 | 캐나다         | 토론토(Toronto)                           | 1995.7.13 - 7.25 |                                  |
| 37 | 인도           | 뭄바이(Mumbai)                            | 1996.7.5 - 7.17  |                                  |
| 38 | 아르헨티나     | 마르 델 플라타(Mar del Plata)             | 1997.7.18 - 7.31 |                                  |
| 39 | 타이완         | 타이베이(Taipei)                          | 1998.7.10 - 7.21 |                                  |
| 40 | 루마니아       | 부쿠레슈티(Bucharest)                     | 1999.7.10 - 7.22 |                                  |
| 41 | 대한민국       | 대전(Daejeon)                             | 2000.7.13 - 7.25 |                                  |
| 42 | 미국           | 워싱턴(Washington, D.C.)                  | 2001.7.1 - 7.14  |                                  |
| 43 | 영국           | 글래스고(Glasgow)                         | 2002.7.19 - 7.30 |                                  |
| 44 | 일본           | 도쿄(Tokyo)                               | 2003.7.7 - 7.19  |                                  |
| 45 | 그리스         | 아테네(Athens)                            | 2004.7.6 - 7.18  |                                  |
| 46 | 멕시코         | 메리다(Mérida)                            | 2005.7.8 - 7.19  |                                  |
| 47 | 슬로베니아     | 류블랴나(Ljubljana)                       | 2006.7.6 - 7.18  |                                  |
| 48 | 베트남         | 하노이(Hanoi)                             | 2007.7.19 - 7.31 |                                  |
| 49 | 스페인         | 마드리드(Madrid)                          | 2008.7.10 - 7.22 |                                  |
| 50 | 독일           | 브레멘(Bremen)                            | 2009.7.10 - 7.22 |                                  |
| 51 | 카자흐스탄     | 아스타나(Astana)                          | 2010.7.2 - 7.14  | 보관됨 2010-08-15 - 웨이백 머신  |
| 52 | 네덜란드       | 암스테르담(Amsterdam)                     | 2011.7.16-7.24   |                                  |
| 53 | 아르헨티나     | 마르델플라타(Mar del Plata)               | 2012.7.4 - 7.16  | 보관됨 2012-01-28 - 웨이백 머신  |
| 54 | 콜롬비아       | 산타마르타(Santa Marta)                   | 2013.7.18 - 7.28 | [ 깨진 링크 ( 과거 내용 찾기 ) ] |

## 기타
1991년에 스웨덴에서 열린 제32회 국제수학올림피아드 대회에서 북한 대표팀은 참가 학생들의 부정 행위로 국제수학올림피아드 역사상 처음으로 실격 처리되었다. 북한 대표팀은 2010년에도 부정 행위 의혹을 받아, 단장 회의에서 실격 처리되어서 국제수학올림피아드에서 2번의 실격을 당하는 불명예를 안게 되었다.

## 참고 문헌
- 수학 올림피아드의 천재들, 스티브 올슨 지음.

## 같이 보기
- 한국수학올림피아드
- 아시아 태평양 수학 올림피아드